# Матч звёзд КХЛ
Матч звёзд Континентальной хоккейной лиги — ежегодное мероприятие, проводимое КХЛ с участием сильнейших хоккеистов лиги и состоящее из двух частей — матча и мастер-шоу (конкурсы хоккейного мастерства на льду).

## История

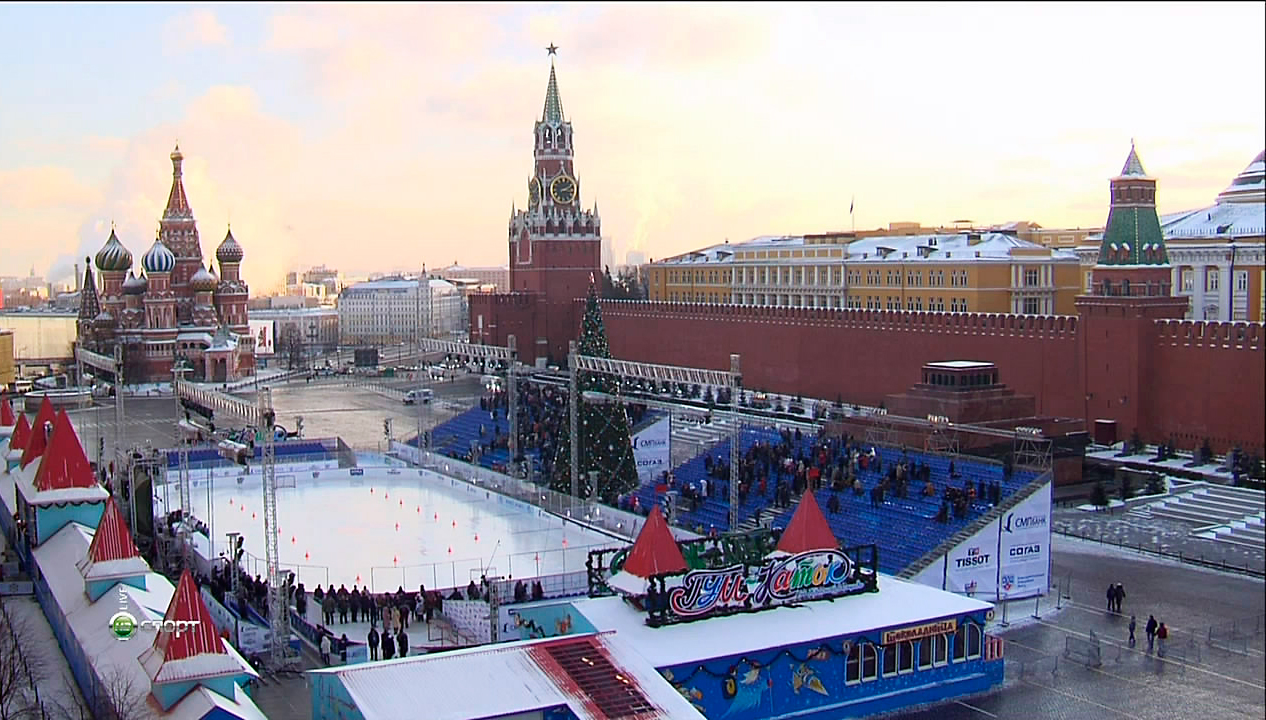
Стадион, специально сконструированный на Красной площади, где прошел первый в истории Матч звёзд КХЛ

### «Россия» против «легионеров» (2009—2010)
Первый «Матч звёзд» был сыгран в сезоне 2008/2009, 10 января 2009 года в Москве на Красной площади. В качестве ледовой арены выступил ГУМ-Каток с заранее сконструированными трибунами на 4 тысячи мест.
Ранее в России проходили матчи звёзд под эгидой Суперлиги. Впервые «Матч всех звёзд России» прошёл в Новокузнецке 10 декабря 1999 года в отреставрированном Дворце спорта кузнецких металлургов, формат той игры и последующих встреч проходил по системе «Восток против Запада».
С созданием КХЛ в 2009 году «Матчи звёзд» стали проходить с участим команд, в которых собраны лучшие игроки-иностранцы и лучшие игроки-россияне, сами команды получили названия Ягр-тим и Яшин-тим, по именам своих капитанов — Яромира Ягра и Алексея Яшина соответственно.
Составы команд определяют голосованием на сайте матча болельщики (первую пятёрку) и журналисты (вторую пятёрку). Третью пятёрку выбирает лига. К каждому матчу звёзд лига создаёт новый логотип и новую форму для игроков.

### «Восток» против «Запада» (2011—2016)
В сезоне 2010/2011 формат матча был изменён — «Команда Яшина» комплектовалась из игроков, представляющих Западную конференцию, а «Команда Ягра» — из игроков Восточной. В 2012 году по тому же принципу были собраны «Команда Озолиньша» и «Команда Фёдорова», названные по именам своих капитанов Сандиса Озолиньша и Сергея Фёдорова. В 2013 году капитанами команд были Илья Ковальчук и Алексей Морозов, поэтому команды были названы в честь них. С 2014 по 2016 год команды были названы по конференциям — «Запад» и «Восток».

### Противостояние дивизионов (с 2017)
Начиная с 2017 года формат изменился — КХЛ объединила Матч звёзд КХЛ, Кубок вызова МХЛ и Матч звёзд ЖХЛ в Неделю звёзд хоккея, а в звёздном уик-энде КХЛ принимали участие команды четырёх дивизионов лиги: Харламова, Чернышёва, Тарасова и Боброва.
В 2018 году КХЛ привлекла комментаторов и ведущих КХЛ ТВ и Матч ТВ для работы с командами на Матчах звёзд в качестве вторых тренеров. В том числе, на Матчах звёзд работали девушки-телеведущие — Дарья Миронова, Наталья Кларк, Евгения Головина, Мария Басс и Софья Гудим.
Сезон 2020/2021 стал первым без Матча звёзд. Мероприятие, которое должно было проходить в Риге, было отменено из-за коронавируса. Матч звёзд КХЛ 2022 должен был пройти в январе в Челябинске, и на нём ожидалось нововведение, согласно которому команды формировались по национальному признаку. В мероприятии должны были сыграть команды «Россия», «Северная Америка», «Скандинавия» и «Евразия», однако но в итоге Матч звёзд был перенесён из-за высокого риска заражения потенциальных кандидатов в национальные сборные перед Олимпийскими играми в Пекине. В июле 2022 года было объявлено, что звёздный уик-энд пройдёт 10 и 11 декабря, место проведения осталось прежним — ледовая арена «Трактор» в Челябинске.

## Хронология проведения матчей
| #  | Год  | Дата                                                                                 | Команда                                                                              | Счёт                                                                                 | Мастер шоу                                                                           | Команда                                                                              | Принимающая арена                                                                    | Город                                                                                | Зрителей                                                                             |
| -- | ---- | ------------------------------------------------------------------------------------ | ------------------------------------------------------------------------------------ | ------------------------------------------------------------------------------------ | ------------------------------------------------------------------------------------ | ------------------------------------------------------------------------------------ | ------------------------------------------------------------------------------------ | ------------------------------------------------------------------------------------ | ------------------------------------------------------------------------------------ |
| 16 | 2026 |                                                                                      |                                                                                      |                                                                                      |                                                                                      |                                                                                      | УГМК-Арена                                                                           | Екатеринбург                                                                         |                                                                                      |
| 15 | 2025 | 8-9 февраля                                                                          | Див. Чернышева Див. Боброва Див. Тарасова Див. Чернышева                             | 1/2 10 : 6 1/2 9 : 6 3м 13 : 12 Ф 9 : 8                                              |                                                                                      | Див. Харламова Див. Тарасова Див. Харламова Див. Боброва                             | Сибирь-Арена                                                                         | Новосибирск                                                                          | 11 437                                                                               |
| 14 | 2023 | 9-10 декабря                                                                         | Див. Харламова Див. Тарасова Див. Боброва Див. Харламова                             | 1/2 8 : 6 1/2 8 : 6 3м 7 : 4 Ф 8 : 7                                                 |                                                                                      | Див. Чернышева Див. Боброва Див. Чернышева Див. Тарасова                             | СКА Арена                                                                            | Санкт-Петербург                                                                      | 20 384                                                                               |
| 13 | 2022 | 11 декабря                                                                           | Див. Харламова Див. Боброва                                                          | 1/2 8 : 5 1/2 9 : 7                                                                  |                                                                                      | Див. Чернышева Див. Тарасова                                                         | Ледовая арена «Трактор»                                                              | Челябинск                                                                            |                                                                                      |
| —  | 2021 | Отменён в связи с пандемией коронавируса (должен был пройти в Риге, на «Арене Рига») | Отменён в связи с пандемией коронавируса (должен был пройти в Риге, на «Арене Рига») | Отменён в связи с пандемией коронавируса (должен был пройти в Риге, на «Арене Рига») | Отменён в связи с пандемией коронавируса (должен был пройти в Риге, на «Арене Рига») | Отменён в связи с пандемией коронавируса (должен был пройти в Риге, на «Арене Рига») | Отменён в связи с пандемией коронавируса (должен был пройти в Риге, на «Арене Рига») | Отменён в связи с пандемией коронавируса (должен был пройти в Риге, на «Арене Рига») | Отменён в связи с пандемией коронавируса (должен был пройти в Риге, на «Арене Рига») |
| 12 | 2020 | 19 января                                                                            | Див. Боброва Див. Тарасова Див. Харламова Див. Боброва                               | 1/2 7 : 4 1/2 8 : 6 3м 8 : 9 Б Ф 7 : 6 Б                                             | Победа Дивизиона Боброва                                                             | Див. Чернышева Див. Харламова Див. Чернышева Див. Тарасова                           | ВТБ Арена-Парк                                                                       | Москва                                                                               | 9 650                                                                                |
| 11 | 2019 | 20 января                                                                            | Див. Боброва Див. Харламова Див. Боброва                                             | 1/2 5 : 3 1/2 4 : 3 3м 8 : 7 Ф 3 : 4                                                 | Победа Дивизиона Чернышева                                                           | Див. Харламова Див. Тарасова Див. Чернышева                                          | Татнефть-Арена                                                                       | Казань                                                                               | 8 900                                                                                |
| 10 | 2018 | 14 января                                                                            | Див. Харламова Див. Чернышева Див. Харламова Див. Тарасова                           | 1/2 3 : 4 1/2 6 : 5 3м 8 : 4 Ф 5 : 4                                                 | Победа Дивизиона Харламова                                                           | Див. Тарасова Див. Боброва Див. Чернышева                                            | Барыс-Арена                                                                          | Астана                                                                               | 11 500                                                                               |
| 9  | 2017 | 22 января                                                                            | Див. Чернышева Див. Боброва Див. Чернышева                                           | 1/2 4 : 3 1/2 2 : 6 Ф 3 : 2                                                          | 5 : 2 победа Востока                                                                 | Див. Харламова Див. Тарасова Див. Тарасова                                           | Уфа-Арена                                                                            | Уфа                                                                                  | 8 050                                                                                |
| 8  | 2016 | 23 января                                                                            | Команда Запада                                                                       | 28 : 23 (10:6;7:12;11:5)                                                             | 2 : 3 победа Востока                                                                 | Команда Востока                                                                      | ВТБ Ледовый дворец                                                                   | Москва                                                                               | 11 753                                                                               |
| 7  | 2015 | 25 января                                                                            | Команда Запада                                                                       | 16 : 18 (6:5; 3:7; 7:6)                                                              | 4 : 3 победа Запада                                                                  | Команда Востока                                                                      | Ледовый дворец «Большой»                                                             | Сочи                                                                                 | 12 000                                                                               |
| 6  | 2014 | 11 января                                                                            | Команда Запада                                                                       | 18 : 16 (6:5; 6:5; 6:6)                                                              | 4 : 3 победа Запада                                                                  | Команда Востока                                                                      | Словнафт арена                                                                       | Братислава                                                                           | 10 055                                                                               |
| 5  | 2013 | 13 января                                                                            | Команда Востока                                                                      | 18 : 11 (6:3; 7:3; 5:5)                                                              | 6 : 7 победа Запада                                                                  | Команда Запада                                                                       | Ледовая арена «Трактор»                                                              | Челябинск                                                                            | 6 500                                                                                |
| 4  | 2012 | 21 января                                                                            | Команда Озолиньша Звёзды Запада                                                      | 11 : 15 (4:3; 4:5; 3:7)                                                              | 4 : 5 победа Федорова                                                                | Команда Фёдорова Звёзды Востока                                                      | Арена Рига                                                                           | Рига                                                                                 | 10 950                                                                               |
| 3  | 2011 | 5 февраля                                                                            | Команда Яшина Звёзды Запада                                                          | 16 : 18 (5:5; 7:4; 4:9)                                                              | 4 : 3 победа Яшина                                                                   | Команда Ягра Звёзды Востока                                                          | Ледовый дворец                                                                       | Санкт-Петербург                                                                      | 10 127                                                                               |
| 2  | 2010 | 30 января                                                                            | Команда Яшина Звёзды России                                                          | 8 : 11 (1:4, 5:3, 2:4)                                                               | 5 : 2 победа Яшина                                                                   | Команда Ягра Звёзды мира                                                             | Минск-Арена                                                                          | Минск                                                                                | 15 000                                                                               |
| 1  | 2009 | 10 января                                                                            | Команда Яшина Звёзды России                                                          | 6 : 7 (1:3, 3:1, 2:3)                                                                | 6 : 1 победа Яшина                                                                   | Команда Ягра Звёзды мира                                                             | Красная площадь                                                                      | Москва                                                                               | 2 400                                                                                |

## Статистика

### Индивидуальные достижения
| Достижение                                            | Игрок                           | Результат  |
| ----------------------------------------------------- | ------------------------------- | ---------- |
| Наибольшее количество очков за историю Матчей звёзд   | Сергей Мозякин                  | 41 (30+11) |
| Самый результативный защитник за историю Матчей звёзд | Кевин Даллмэн                   | 12 (4+8)   |
| Лучший снайпер за историю Матчей звёзд                | Сергей Мозякин                  | 30         |
| Лучший ассистент за историю Матчей звёзд              | Александр Радулов               | 3          |
| Наибольшее количество очков за один матч              | Брэндон Козун                   | 9 (5+4)    |
| Самый результативный защитник за один матч            | Милан Юрчина Кевин Даллмэн      | 4 (1+3)    |
| Самый быстрый гол                                     | Кевин Даллмэн                   | 0:16       |
| Самый поздний гол                                     | Евгений КузнецовДаниил Апальков | 59:59      |

### Лидеры по количеству участий
- Сергей Мозякин — 11 матчей
- Кевин Даллмэн — 8 матчей
- Илья Никулин — 8 матчей
- Александр Радулов — 8 матчей
- Дмитрий Кагарлицкий — 6 матчей
- Константин Барулин — 5 матчей (лидер среди вратарей).

### MVP матчей
- 2012 — Сандис Озолиньш/Сергей Фёдоров
- 2011 — Сергей Мозякин

| # | Игрок           | Год  | Дата рождения   | Возраст                  |
| - | --------------- | ---- | --------------- | ------------------------ |
| 1 | Доминик Гашек   | 2011 | 29 января 1965  | 46 лет 7 дней            |
| 2 | Сергей Фёдоров  | 2012 | 13 декабря 1969 | 42 года 1 месяц 8 дней   |
| 3 | Сандис Озолиньш | 2014 | 3 августа 1972  | 41 год 5 месяцев 8 дней  |
| 4 | Вячеслав Козлов | 2012 | 3 мая 1972      | 39 лет 8 месяцев 18 дней |
| 5 | Сергей Зубов    | 2010 | 22 июля 1970    | 39 лет 6 месяцев 8 дней  |

| # | Игрок              | Год  | Дата рождения    | Возраст                   |
| - | ------------------ | ---- | ---------------- | ------------------------- |
| 1 | Евгений Кузнецов   | 2011 | 19 мая 1992      | 18 лет 8 месяцев 17 дней  |
| 2 | Яромир Ермаков     | 2025 | 25 июля 2005     | 19 лет 6 месяцев 14 дней  |
| 3 | Виктор Антипин     | 2013 | 6 декабря 1992   | 20 лет 1 месяц 7 дней     |
| 4 | Владимир Тарасенко | 2012 | 13 декабря 1991  | 20 лет 1 месяц 8 дней     |
| 5 | Николай Прохоркин  | 2014 | 17 сентября 1993 | 20 лет 3 месяца 25 дней   |
| 6 | Андрей Миронов     | 2015 | 29 июля 1994     | 20 лет 5 месяцев 25 дней  |
| 7 | Александр Радулов  | 2009 | 5 июля 1986      | 22 года 6 месяцев 5 дней  |
| 8 | Никита Гусев       | 2015 | 8 июля 1992      | 22 года 6 месяцев 17 дней |
| 9 | Никита Зайцев      | 2015 | 29 октября 1991  | 23 года 2 месяца 27 дней  |

## Мастер-шоу
На каждом Матче звёзд проходит Мастер-шоу — конкурсы хоккейного мастерства на льду. Игроки соревнуются в силе броска, исполняют буллиты, бросках на точность, бегут круг на скорость и участвуют в хоккейной эстафете. Как правило, во время Мастер-шоу хоккеисты совершают различные хоккейные трюки, выполняют заранее заготовленные номера и используют различные костюмы. Например, на Матче Звёзд 2012 в Риге Михаил Анисин спел несколько песен, в 2019 году то же самое сделал канадец Мэтью Майоне. Также Линус Умарк исполнял буллит горящей клюшкой, Константин Барулин использовал яркие костюмы на разных матчах звёзд, а канадец с казахским паспортом Даррен Диц появился в образе Александра Сергеевича Пушкина и прочёл несколько строк из его стихотворения «Зимнее утро».

### Рекорды Мастер-шоу
| Конкурс            | Год  | Победитель         | Результат               |
| ------------------ | ---- | ------------------ | ----------------------- |
| Сила броска        | 2012 | Александр Рязанцев | 183,67 км/ч             |
| Броски на точность | 2015 | Мэтт Гилрой        | 4/4 (попадания/попытки) |
| Круг на скорость   | 2017 | Энвер Лисин        | 12,450 сек              |

## Матч Легенд
С 2012 года регулярно в рамках Матча звёзд проводится и Матч Легенд. Как правило, встречаются команда звёзд российского хоккея и команда легенд из того города/страны, где проводится Матч звёзд.
| Год  | Дата      | Команда                                  | Счет     | Команда                               | Место проведения                  | Зрителей |
| ---- | --------- | ---------------------------------------- | -------- | ------------------------------------- | --------------------------------- | -------- |
| 2019 | 25 января | Ветераны Ак Барса                        | 8 : 4    | Легенды КХЛ                           | «Татнефть Арена» Казань           | 8 900    |
| 2015 | 25 января | Команда Каменского Олимпийские легенды   | 3 : 5    | Команда Коваленко Олимпийские легенды | Ледовый дворец «Большой» Сочи     | 12 000   |
| 2014 | 10 января | Команда Руснака Легенды Чехии и Словакии | 7 : 8 ОТ | Команда Якушева Легенды России        | Словнафт арена Братислава         | 6 505    |
| 2013 | 12 января | Команда Макарова Легенды Челябинска      | 4 : 4    | Команда Фетисова Легенды России       | Ледовая арена «Трактор» Челябинск | 6 500    |
| 2012 | 20 января | Команда Балдериса Легенды Латвии         | 7 : 11   | Команда Фетисова Легенды России       | Арена Рига Рига                   | 3 500    |